# Hamis Kiggundu
Hamis Kiggundu (nascido em 10 de fevereiro de 1984), conhecido popularmente como Ham, é um empresário, advogado e autor ugandês. Ele é o CEO do Ham Group of Companies e autor dos livros Success and Failure Based on Reason and Reality (2018) e Reason as the World Masterpiece (2021).
Em maio de 2025, Hamis foi listado entre os ugandeses mais ricos com um patrimônio estimado em 1,02 bilhão de dólares.
Em março de 2020, Kiggundu ganhou destaque na mídia ugandesa devido à sua batalha judicial contra o Diamond Trust Bank. Ele alegou que o banco o havia fraudado em mais de 30 milhões de dólares ao longo de 10 anos.
Em outubro de 2020, Kiggundu venceu o caso e o Tribunal Superior de Uganda ordenou que o DTB devolvesse UGX 34,29 bilhões e USD 23,4 milhões, com juros adicionais de 8% pelos custos legais.
Em novembro de 2023, a disputa foi resolvida amigavelmente fora dos tribunais. Ham e Nasim Devji, CEO do Grupo DTB, chegaram a um acordo mútuo para encerrar todos os processos.

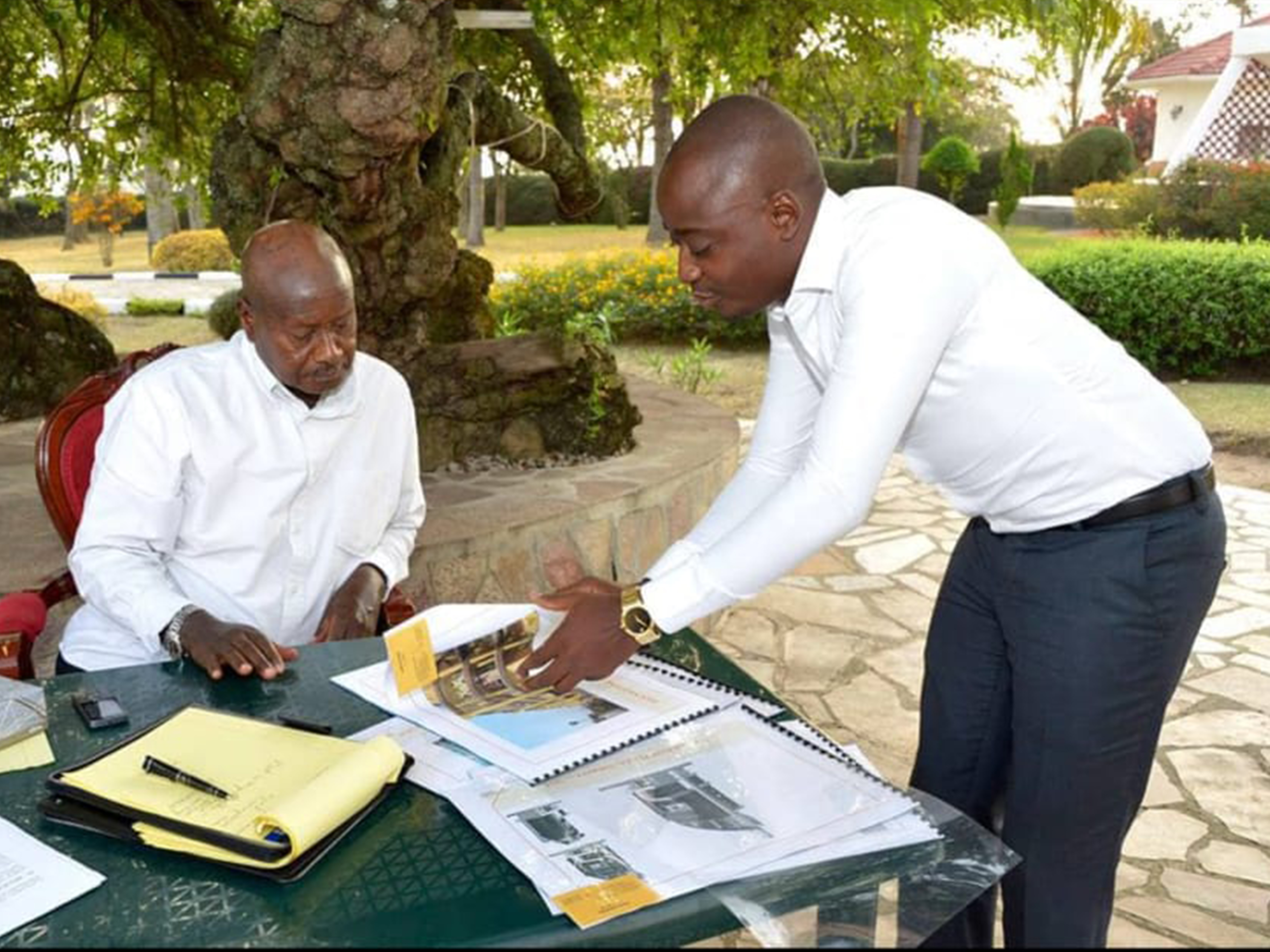
Kiggundu apresenta proposta de reconstrução do Estádio Nakivubo ao presidente Museveni (2015)

Kiggundu recebeu uma diretiva presidencial em 2015 para reabilitar e modernizar o Estádio Nakivubo sob um esquema de parceria público-privada com o Governo de Uganda. As obras de construção começaram em 2017, após a demolição das estruturas antigas. O projeto ampliou a capacidade de assentos do estádio de 30.000 para 35.000 lugares e introduziu instalações modernas, incluindo refletores, assentos, telas digitais e estacionamento. O novo estádio modernizado foi oficialmente inaugurado pelo Presidente Museveni em abril de 2024.

## Infância e educação
Kiggundu nasceu em Kalungu, no Distrito de Masaka, região central de Uganda. É filho de Haruna Segawa, parte de uma família com grandes investimentos imobiliários em Kampala.
Ele estudou em Masaka, frequentou a Kabojja International School para o ensino médio e formou-se em Direito pela Universidade de Makerere.

### Religião
Kiggundu nasceu e foi criado em uma família muçulmana. Ele fala sobre o Islã como "a maior realização de uma vida".

## Carreira empresarial e interesses
Hamis iniciou sua trajetória empresarial em 2005 como comerciante de roupas. Ele costumava ajudar seu pai, o Hajji Segawa, em sua loja de tecidos, onde aprendeu os princípios básicos dos negócios. Durante as férias escolares do ensino médio, seu pai lhe dava capital para iniciar seus próprios empreendimentos.
Com o crescimento dos negócios, ele começou a comprar e vender terrenos e propriedades. Em 2009, incorporou a Ham Enterprises (U) Ltd e passou a construir e administrar imóveis comerciais.
Em 2010, Kiggundu iniciou a construção das Ham Towers, sua primeira torre comercial no bairro de Makerere, na cidade de Kampala. De acordo com o portal billionaires.Africa, após dominar os detalhes do setor imobiliário comercial com base nas lições aprendidas no primeiro projeto, Kiggundu conseguiu avançar mais rapidamente e, em apenas 18 meses, construiu seu segundo empreendimento, o Ham Shopping Mall. Com a renda combinada de aluguel vinda das duas propriedades, ele obteve facilmente mais financiamentos bancários para novos projetos, dado o colateral razoável que possuía.
Até 2021, Hamis Kiggundu havia diversificado seus investimentos para vários setores, incluindo imóveis, finanças, setor bancário, tecnologia da informação, plataformas de mídia social e industrialização em larga escala, com os diversos empreendimentos administrados por meio do Ham Group of Companies.
Segundo um relatório da Forbes sobre Uganda, publicado pela Penresa, ele embarcou em um projeto de US$ 156 milhões na Região Central de Uganda, onde foi estabelecida uma Planta Industrial Avançada Integrada de Agroprocessamento (IAIP) na Akright City, com o objetivo de agregar valor aos produtos agrícolas de Uganda.

### Réplica daCasa Brancaem Uganda

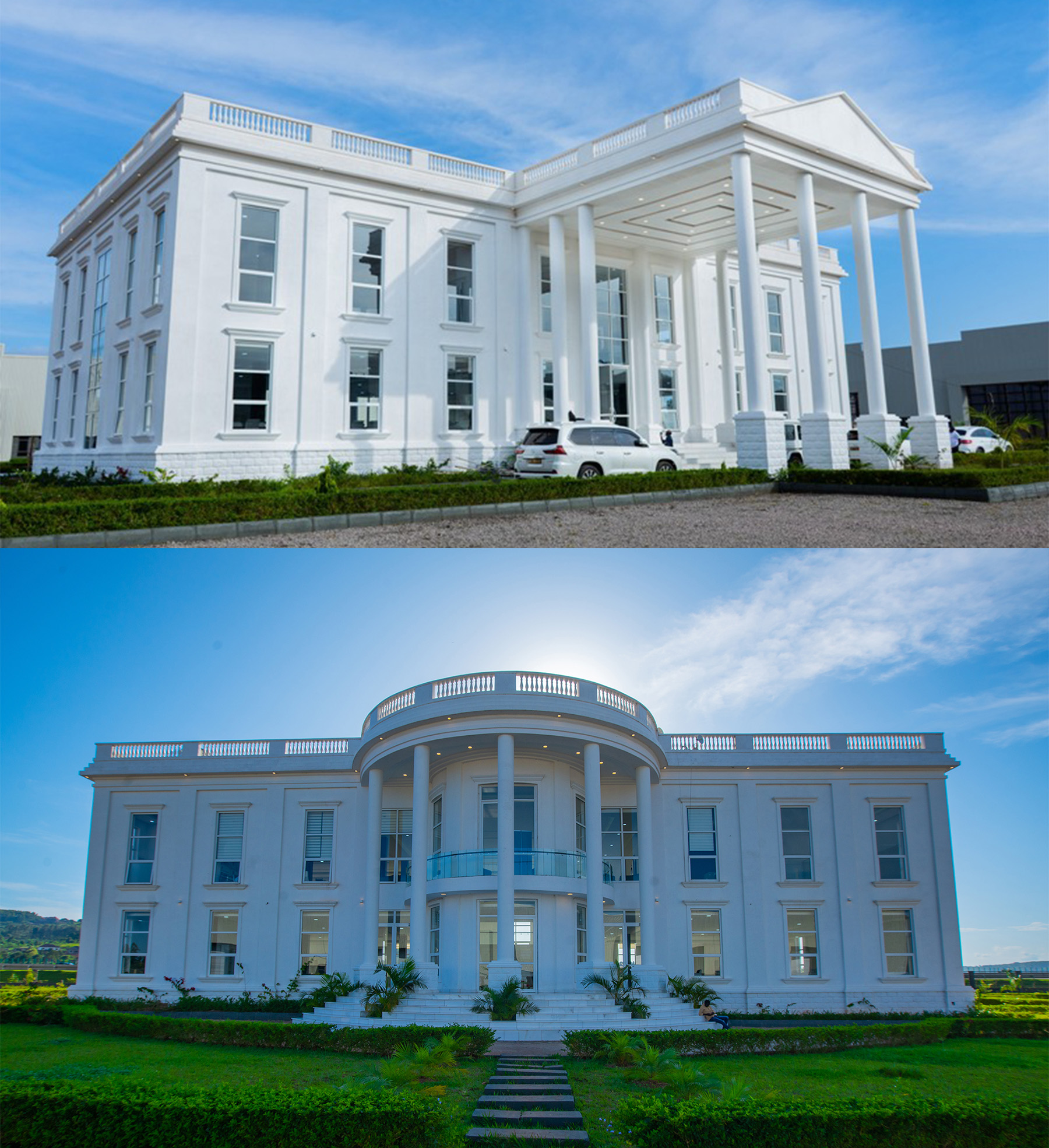
Réplica da Casa Branca construída por Kiggundu em Uganda

Kiggundu construiu uma réplica da Casa Branca em Akright City, Entebbe, que serve como sede da Ham Integrated Agro Processing Industries. Em uma entrevista de 2023 com Wode Maya, ele afirmou que o projeto teve como objetivo incentivar a ambição local e destacar as oportunidades dentro da África.

## Filantropia
Em 2017, Kiggundu, por meio da Kampala General Better Traders Association, doou 100 milhões de xelins ugandeses (Ugx) para apoiar os vendedores deslocados pela demolição do mercado Park Yard em Nakivubo. Os fundos visavam ajudar os comerciantes a reconstruir seus negócios. Ele também ofereceu um período de carência de seis meses sem aluguel para os vendedores transferidos para o Ham Shopping Ground, demonstrando seu compromisso com os pequenos comerciantes, o incentivo ao investimento responsável e o fortalecimento da resiliência econômica na comunidade.
Em abril de 2020, Kiggundu doou alimentos para a força-tarefa da COVID-19 em Uganda. Ele também doou suprimentos alimentares a mais de 100 jornalistas ugandeses por meio da Uganda Journalists Association, mas foi criticado por fornecer doações em dinheiro aos jornalistas.
Em julho de 2021, Kiggundu doou ao governo de Uganda um total de 530 milhões de xelins ugandeses para ajudar na compra de vacinas contra a COVID-19. Ele também convocou outros ugandeses e empresas capazes a se juntarem a ele no esforço de salvar vidas, como forma de retribuir à comunidade ugandesa.
Em janeiro de 2024, Hamis contribuiu para a melhoria ambiental urbana ao doar 100.000 palmeiras reais para a KCCA – Kampala Capital City Authority. Para garantir o sucesso do plantio, uma equipe de seus funcionários foi destacada para auxiliar a KCCA no plantio das árvores pelas ruas de Kampala. Esta iniciativa fez parte de uma campanha mais ampla de arborização, destacando o compromisso de Kiggundu com a criação de uma cidade mais limpa, verde e visualmente agradável.

## Prêmios e Reconhecimentos
Em 2018, Kiggundu recebeu um prêmio em reconhecimento ao seu livro Success and Failure Based on Reason and Reality. A obra foi nomeada o melhor livro do ano na categoria Motivação Empresarial em um evento realizado pelo Book Forum of Uganda, em Kampala.
Em 2023, Hamis Kiggundu foi premiado com o Prêmio de Empreendedor de Desenvolvimento Icônico e Renascimento Africano pela Pan-African Pyramid Global Awards, por suas significativas contribuições ao desenvolvimento econômico da África e seu empreendedorismo influente no continente.
Em fevereiro de 2024, Hamis Kiggundu recebeu o Prêmio Especial de Reconhecimento Presidencial do Ministro da Kampala Capital City Authority e Assuntos Metropolitanos. A honraria, concedida pelo Gabinete da Presidência, reconheceu seu serviço dedicado e suas contribuições significativas para o desenvolvimento social e econômico de Kampala, especialmente em benefício de comunidades desfavorecidas.
Em junho de 2024, Hamis recebeu um Doutorado Profissional em Liderança Global e Gestão pela European International University. Esta distinção reconheceu sua dedicação, esforço e contribuições relevantes para os setores social, econômico e corporativo, bem como seus esforços na internacionalização de sua organização. 